# Cytogenetic and Genome Research
Cytogenetic and Genome Research is een internationaal, aan collegiale toetsing onderworpen wetenschappelijk tijdschrift op het gebied van de celbiologie en de genetica. De naam wordt in literatuurverwijzingen meestal afgekort tot Cytogenet. Genome Res.. Het wordt uitgegeven door Karger Publishers en verschijnt 16 keer per jaar. Het eerste nummer verscheen in 1962.
Vanaf de oprichting in 1962 verscheen het tijdschrift onder de naam Cytogenetics, en van 1973 tot 2001 onder de naam Cytogenetics and Cell Genetics.